# 808

## Evenimente
- Capitala Abbasizilor este mutată spre nord, de la Bagdad la Samarra.
- Krum este regele Bulgariei; clanul Dulo este restaurat.
- Regele Eardwulf este izgonit din North East England și urmat la succesiune de Alfwold II, dar Eardwulf este readus odată cu moartea celui din urmă.

## Nașteri
- dată necunoscută: Hunayn ibn Ishaq  (d. 873)
- dată necunoscută: Ali ibn Sahl Rabban al-Tabari  (d. 870)

## Decese
- dată necunoscută: Elipando de Toledo preot spaniol (n. 717)